# Casa Ignasi Coll i Portabella II
La casa Ignasi Coll i Portabella II és un edifici situat a la Gran Via de les Corts Catalanes, 461 de Barcelona, inclòs a l'Inventari del Patrimoni Arquitectònic de Catalunya.

## Descripció
Consta de planta baixa i set pisos. L'accés principal, flanquejat per dos locals comercials, dona pas a una zona de vestíbul que conté l'escala comunitària d'accés als immobles superiors. L'interior del vestíbul conserva els elements originals com les fusteries vidriades i els revestiments amb sanefes de formes vegetals i materials tradicionals.
La façana té una composició en tres mòduls verticals. El mòdul central és subdividit en dues obertures. Aquesta composició i la proporció entre l'alçada i l'amplada li aporten una marcada component vertical. Presenta una planta baixa amb obertures rectangulars amb arcs deprimits còncaus. La resta de plantes són totes diferents quant als elements arquitectònics presents, excepte les dues primeres que són iguals. Aquestes disposen de dos balcons en el mòdul central i una tribuna tancada amb vidre a cada mòdul lateral. Les altres plantes són variacions que combinen tribunes tancades i obertes amb balcons individuals i correguts, de perfil semiesfèric i poligonal. La planta cinquena disposa d'un balcó corregut que s'erigeix com a element protagonista, contrastant amb la verticalitat de l'edifici i creant un espai còncau a manera de cova als balcons de sota. El parament està fet amb revestiment continu i llis d'un sol color que unifica tota la façana. La teulada és plana amb terrat, del qual surt un àtic prudencialment retirat de la façana.
El perímetre del coronament es soluciona amb una barana de brèndoles metàl·liques sobre cornisament classicista. Sota la cornisa apareix una sanefa amb elements geomètrics en relleu d'estil modernista i obertures per ventilar la càmera del terrat.
Artísticament cal destacar els acurats medallons que decoren la llinda de la porta principal en color daurat i els esgrafiats dels brancals. Per altra banda són notables les decoracions dels espais sota el balcó corregut de formes sinuoses. Aquests elements en particular tenen esgrafiats d'influència centreeuropea. També són notables les reixes de ferro forjat de les baranes dels balcons de les quals trobem diferents tipus; uns d'estètica modernista i d'altres amb influències noucentistes.